# Ortogonalna funkcija
Ortogonalna funkcija je vsaka izmed dveh funkcij za kateri velja, da je njun skalarni produkt {\displaystyle \langle f,g\rangle \,} enak nič za {\displaystyle f\neq g,}. Takšni funkciji se imenujeta ortogonalni.
Običajno je od definicije skalarnega (notranjega) produkta odvisno, če sta dve funkciji ortogonalni. Običajna definicija notranjega produkta je:
{\displaystyle \langle f,g\rangle =\int f^{*}(x)g(x)\,\mathrm {d} x\!\,,}
kjer se uporabi primerne meje integriranja. Zvezdica pomeni konjugirano kompleksno vrednost funkcije {\displaystyle f\,}.
Zgledi ortogonalnih funkcij:
- Hermitovi polinomi
- Legendrovi polinomi
- sferne funkcije
- Walshove funkcije
- polinomi Zernika
- polinomi Čebišova